# Бененат (епископ Асти)
Бененат (лат. Benenatus; VII век) — епископ Асти во второй половине VII века.

## Биография
Когда Бененат возглавил Астийскую епархию, сведений не сохранилось. В некоторых списках ближайшими предшественниками Бенената называются епископы Пётр и Пастор II, однако сведения о них недостоверны. Скорее всего, предыдущим известным епископом города Асти был живший во второй половине VI веке Секунд. Однако в наиболее раннем каталоге глав Астийской епархии, составленном в 1605 году по приказу епископа Дж. С. Айяццы, имя епископа Секунда отсутствует, и предшествовавшим Бененату епископом указан живший во второй половине V века Майориан.
Единственный современный Бененату исторический источник — документы созванного 27 марта 680 года в Риме папой Агафоном церковного синода, в котором участвовал астийский епископ. Среди подписавших направленные против монофелитства соборные акты имя Бенената стоит одиннадцатым среди суффраганов архиепископа Мансуэта Миланского. Так как тогда под церковными документами подписи располагались в соответствии с продолжительностью управления иерархами своими епархиями, это должно свидетельствовать о том, что Бененат занял епископскую кафедру Асти незадолго до этого синода.
Дата смерти Бенената неизвестна. В XIX веке во дворе примыкавшей к кафедральному собору церкви Святого Иоанна была найдена гробница, которую считают могилой Бенената. Следующим астийским епископом был Эвазий, занимавший епископскую кафедру во времена короля лангобардов Лиутпранда.